# Austerocardiochiles pollinator
Austerocardiochiles pollinator is een insect dat behoort tot de orde vliesvleugeligen (Hymenoptera) en de familie van de schildwespen (Braconidae). De wetenschappelijke naam van de soort werd voor het eerst geldig gepubliceerd als Cardiochiles pollinator door Dangerfield & Austin in 1995. In 1999 duidden Dangerfield, Austin en Whitfield deze soort aan als de typesoort van het nieuwe geslacht Austerocardiochiles.